# In illiquidis non fit mora
Il brocardo in illiquidis non fit mora (letteralmente non vi è ritardo nei crediti illiquidi) esprime un antico principio in virtù del quale fin quando un credito è illiquido (ossia non è ancora determinato nel suo ammontare) la prestazione non è esigibile e il debitore non può essere considerato in mora. 
Nell'ordinamento giuridico italiano tale principio non è più operante: anche per i crediti illiquidi fa decorrere il diritto alla prestazione prima della liquidità del credito. Si pensi all'art. 445 del codice civile (gli alimenti sono dovuti dal giorno della domanda..) e all'art. 1219 che statuisce la mora automatica per le obbligazioni derivanti dall'illecito.